# Nephrotoma delegorguei
Nephrotoma delegorguei is een tweevleugelige uit de familie langpootmuggen (Tipulidae). De soort komt voor in het Afrotropisch gebied.